# Ilo (anatomia)
L'ilo (dal latino hilum, porta) è un piccolo avvallamento o cavità in un organo da cui entrano o escono vasi, nervi e dotti. Dall'ilo spesso si dipartono setti e trabecole che si dispongono intorno all'alberatura vascolo-nervosa dell'organo in questione.
Dispongono di un ilo:
- linfonodi
- polmone
- fegato
- milza
- rene
- ovaio
- testicolo

Alcuni fasci ilari sono avvolti dai mesi, come avviene nel caso di milza e ovaio.
Un infossamento longitudinale sul versante anteriore dei surreni è detto impropriamente ilo, poiché i vasi afferenti ed efferenti della ghiandola si individuano almeno in tre gruppi. La vena surrenalica, vaso venoso principale ma non unico, può, incostantemente, aver questa sede.
Impropriamente, la parola "ilo" ha assunto significato parallelo di "afferenza", come nel caso del cosiddetto "ilo del cervello", uno per emisfero, individuato nel peduncolo cerebrale.
In ambiente chirurgico alla parola si aggiunge il concetto di "peduncolo vascolare". Così si potrà sentir parlare di "ilo del cuore", o più spesso "ilo del mediastino". Anche per le emorroidi si può parlare di "ilo" nel senso chirurgico di "peduncolo vascolare da clampare". In questa accezione mediastino ed emorroidi possono essere considerate organi, cioè un'entità ben definita irrorata da un peduncolo vascolare.

## Linfonodo
Conosciuti spesso solo come elemento oncologico, hanno in realtà precipua funzione difensiva. L'ingrandimento del linfonodo, se accompagnato da mantenimento della sua tipica morfologia a "fagiolo", indica un atteggiamento reattivo a uno stato infiammatorio, piuttosto che a un processo neoformativo.
Tale morfologia a fagiolo è causata appunto dalla presenza dell'ilo, dove i vasi linfatici perforano la capsula connettivale, sboccando nel seno sottocapsulare (o marginale). All'ilo confluiscono e partono anche vasi sanguiferi e nervi.

## Polmone
L'ilo del polmone ha sede nella faccia mediastinica o mediale dell'organo, vi penetrano i bronchi e i nervi e vi entrano ed escono i vasi. È sede di alcuni linfonodi detti appunto ilari.
A destra l'ilo presenta una forma rettangolare, a sinistra ha forma di clava col manico in basso. 
A livello ilare si ribatte la pleura, che inferiormente giunge al diaframma formando i legamenti triangolari o legamenti polmonari. Questi individuano nella faccia mediastinica una parte preilare, anteriore, e una retroilare, posteriore.
Nell'ilo di sinistra si trovano, dall'alto verso il basso, l'arteria polmonare sinistra, il bronco principale sinistro e, anteriormente e inferiormente, le due vene polmonari. A destra, dall'alto al basso, si individuano il bronco, posteriormente, l'arteria polmonare, anteriormente, e inferiormente le due vene polmonari.
I vasi bronchiali, che originano dall'aorta nel numero di uno per il polmone destro e due per il polmone sinistro, raggiungono le formazioni ilari (posteriormente ai bronchi) e da qui si diramano seguendo l'albero bronchiale. Le vene bronchiali si riuniscono all'ilo in uno o due tronchi che sboccano di solito nelle vene azygos ed emiazygos.
Nervi e linfatici penetrano anch'essi all'ilo.
Ed è uno degli organi che ci permette di respirare.

## Fegato
Il fegato possiede una faccia diaframmatica e una viscerale. Quest'ultima è divisa da due solchi sagittali, il destro o laterale e sinistro o mediale, uniti a metà strada da un solco trasverso, l'ilo epatico o "porta del fegato".
L'ilo è più posteriore che anteriore, misura 6-7 cm di lunghezza e 1 cm di larghezza. Accoglie il peduncolo vascolare che, dall'indietro all'avanti, è costituito dai rami destro e sinistro della vena porta, dalle diramazioni destra e sinistra dell'arteria epatica, e dai dotti epatici destro e sinistro dell'alberatura biliare.
Le vene epatiche non passano per la porta del fegato. I linfatici possono seguire sia le arterie, e quindi raggiungere l'ilo, che le vene, dirigendosi in alto verso la vena cava inferiore. Posseggono anche altre vie preferenziali, come d'altronde l'innervazione epatica.

## Milza
L'ilo splenico si trova sulla faccia viscerale dell'organo, disposta, questa, medialmente in avanti in basso.
Tale faccia è divisa in due da un rilievo: posteriormente in basso la milza prende contatto col rene sinistro, anterosuperiormente con lo stomaco. La faccia gastrica, più estesa e concava, è solcata, poco prima del rilievo citato, dall'ilo, disposto dall'alto in basso da dietro in avanti dall'interno all'esterno.
Nell'ilo, anteriormente si trova l'arteria lienale, e posteriormente la vena splenica, tributaria della portale.
Tale peduncolo ilare si trova tra i due foglietti del legamento gastrolienale.

## Rene
L'ilo renale, che si trova sul margine mediale dell'organo, diretto anteriormente medialmente, ha lunghezza verticale di circa 3-4 cm. Da dietro in avanti si trovano la pelvi renale, che raccoglie l'urina dai calici, i vasi arteriosi, in sede intermedia, e le vene renali, più anteriori.
L'ilo immette in una cavità chiamata seno renale, in cui sono accolti i calici minori e maggiori e parte della pelvi, nonché le diramazioni di arteria, vasi linfatici e nervi e le radici venose.
Tutte queste formazioni sono immerse nel grasso che si continua col tessuto adiposo della capsula perirenale.

## Ovaia
L'ilo si trova sul margine anteriore, detto anche mesovarico, poiché il peduncolo ilare è accompagnato dai due foglietti peritoneali che costituiscono il mesovario, il quale assieme al mesosalpinge, anteriore al primo, forma il legamento largo dell'utero.

## Testicolo
L'ilo o mediastino testicolare si trova sul margine posteriore dell'organo, delimitato dal mesorchio, punto di riflessione della tonaca vaginale dal foglio viscerale o epiorchio nel foglio parietale o periorchio. È quindi l'unica zone testicolare non ricoperta da rivestimento sieroso.
L'ilo, oltre a vasi sanguiferi, linfatici e nervi, offre il passaggio ai dotti seminiferi. In particolare a tale livello vi è il corpo di Highmoro, una formazione fibrosa cuneiforme che ospita la rete testis, un insieme di cavità (canalicoli e lacune) seminifere largamente anastomizzate, che danno origine ai condottini efferenti, che si riuniscono superiormente a formare la testa dell'epididimo.